# Homoszexualitás a középkorban
A középkori Európában a homoszexualitáshoz való hozzáállás korszakonként és régiónként változott. Jellemzően, legalább a tizenkettedik századtól számítva, a homoszexualitást szodómiának tartották, és halállal büntették. A középkor elején a korai rómaiak elfogadóak voltak az alternatív szexuális irányultsággal szemben, ilyenek voltak a férfiak és a nők maszturbációja és a homoszexualitás is. Az üldöztetés ellenére is léteznek feljegyzések középkori homoszexuális kapcsolatokról. Azok üldözése a középkori inkvizíciók során érte el csúcsát, amikor a Katharok és a Valdensek szektáit vétkességgel, szodómiával és sátánizmussal vádolták meg. 1307-ben a templomi lovagok próbája során szintén gyakori vádnak számított a szodómia és a homoszexualitás.

## Teológia
Bár a homoszexualitást a korai római birodalom alatt nem tekintették jelentős bűncselekménynek, a kereszténység terjedésével a  homoszexuális viselkedés elfogadhatatlanná vált. Az Ószövetség (Lévicus 18:22, 20:13, 5Mózes 22: 5) elítélte a férfi ruhát viselő nőket, ahogy a női öltözéket viselő férfiakat is, csakúgy mint a homoszexuális férfiakat. A 11. században az egyházi orvos, Damiani Szent Péter a Liber Gomorrhianusban intézett támadást a homoszexualitás és a maszturbáció ellen. A homoszexualitást az erkölcsöt, vallást és társadalmat aláásó viselkedésként jellemezte, melyet keményen vissza kell szorítani – különösen a papok között –, hogy ne terjedhessen el.
A hét évvel Damiani Szent Péter halála után született Bingeni Szent Hildegárdnak látomásai voltak, amiket a Sciviasban rögzített. (Scito vias Domini , "Ismerje meg az Úr útjait "). A II. könyv hatodik látomásában Istent idézi, aki elítéli az azonos neműek közötti kapcsolatokat: "egy asszony, aki ördögi útra tér, és férfi szerepet játszik egy másik nővel való összeállásában, a leghitványabb a szememben csakúgy, mint aki kiteszi magát hasonló cselekedeteknek".
A XIII. században Aquinói Szent Tamás teológushoz kötődik a homoszexualitás elítélésének összekapcsolása a természetjog eszméjével, érvelése szerint, „a súlyos bűnök a természet rendjét sértik, mint például azok, amelyek szembemennek a férfiak és nők állatokéhoz hasonló természetes közösülésével, ezáltal különösképpen természetellenes vétkek”. Ebben az értelemben Aquinói Szent Tamás természetellenesnek tekintette a homoszexualitást, mivel az olyan partnerrel űzhető, aki a szexualitásnak hagyományosan nem tárgya. A homoszexualitásnál csak a bestializmust tekintette súlyosabb bűnnek.

## Görög-római világi nézetek
Az ókori mediterrán városállamokban (kb. Kr. e. 40-től Kr. u. 400-ig) azok a normák, melyek szerint az egyének magán- és közéletüket alakították, társadalmi és viselkedési természetűek voltak, nem pedig pszichológiaiak vagy spirituálisak. Az emberi viselkedés normái a társadalmi elvárások teljesítésén alapultak; például, hogy jó állampolgár-e az illető és megbecsülést hoz-e családja számára. Úgy tartották, hogy az egyénnek kötelessége családi vonalának fenntartása a házasodás és gyermeknemzés által, szexuális irányultságától függetlenül.
A római állampolgárok számára a házasság kötelesség volt, és nem az erotikus igények kielégítését szolgálta. Ezért elfogadottnak tartották, hogy a férfiak a házasságon kívüli szexuális kielégülést keressék, bár a nőknek nem volt ilyen szabadságuk. A görög-római erkölcs fő nézetei szerint, a szexualitás mindaddig jó, míg nem hátráltatja az egyént az államhoz vagy a családhoz fűződő kötelezettségeinek teljesítésében, vagy vezet szabad gyermekek vagy házas nők bántalmazásához. Más nézetek azonban veszélyesnek ítélték meg a szexualitást és annak visszafogását szorgalmazták. Azok a személyek, akik ilyen hiedelmeket tartottak, általában elkötelezték magukat a cölibátus mellett, vagy csak a házasságra vagy egyenesen kizárólag a gyermeknemzésre korlátozták szexuális tevékenységüket. Azonban ezek a nézetek sem zárták ki a homoszexuális cselekedeteket; egyszerűen csak törekedtek csökkenteni a heteroszexuális aktivitást.
A római társadalomban a szexuális orientáció nem volt megkérdőjelezhető sem elítélhető kérdés. Az, hogy egy személy miképp fejezte ki szexualitását, nem nemén alapult, hanem életkora, családi állapota és társadalmi osztályhoz való tartozása határozta azt meg. Jóllehet léteztek kivételek, minél magasabb volt az egyén társadalmi státusza, annál több korlátozó tényezővel kellett szembenéznie. Ez leszűkítette a számára elérhető szexuális tevékenységek körét és partnereinek számát is. Például egy magas státuszú férfi behatolhatott egy másik férfibe vagy nőbe, anélkül, hogy az negatívan befolyásolta volna társadalmi megítélését; azonban egy másik egyén általi behatolás már státusza elvesztését eredményezhette. A rabszolgák, vagy az egymással hasonló státuszú szabad férfiak esetében nem járt státuszvesztéssel a homoszexuális kapcsolat.
A behatolás és a hatalom összefüggésben állt tehát a római elit számára. Elfogadható volt, hogy az alacsonyabb státuszú csoport tagjai átadják magukat egy befolyásosabb csoport tagjainak. Így a behatolás egy ember erejének és hatalmának kifejezője volt, és nem tekintették azt sem homoszexuális sem heteroszexuális aktusnak. Bár nem minden kutató ért vele egyet, létezik bizonyíték rá, hogy a leszbikusságot nem tekintették elítélendőnek; nem találunk említést azokat korlátozó törvényekről. A rómaiak, férfiközpontú társadalom lévén, ritkán említették a nőket történelmi feljegyzéseikben, különösen igaz volt ez a leszbikusokra.

## Kora középkori keresztény hozzáállás
Kr. u. 400 táján a keresztény egyház megkezdte kialakítani új szexuális szabályrendszerét, mely a szentség és a tisztaság vallási fogalmaira összpontosított. Az egyre befolyásosabbá váló egyház, mely a harmadik század közepére kezdte meg élvezni a társadalmi és politikai elfogadottságot, két megközelítést alkalmazott a szexualitással kapcsolatban. Ezek egyike, mint a görög-római elődei, nem különítette el a férfiak és nők közötti, illetve az egyneműek szexuális kapcsolatait. Ehelyett magát a cselekedetet ítélte el és a platonikus kapcsolatokat szorgalmazta. Néhányan példaként említik az ősi egyház Adelphopoiesis, azaz testvérfogadó ünnepségét, mint az azonos neműek házasságának elődjét, de ez vitatott. A római hagyományból fennmaradt jogi viszony, melyben egy férfi egy másikat testvéreként ismer el, a kora középkorig fent maradt. Ugyanakkor, bár nem létezett hivatalos házasság a a keresztény közösségekben, hosszútávú kapcsolatok mellett mégis jellemző volt az elköteleződés. Több vers is létezik, melyek a leszbikus kapcsolatok létezésére utalnak. Még azokon a területeken is, ahol a homoszexuális kapcsolatokat nem ismerték el, a tizenkettedik század végéig a keresztény hiedelmekben jellemző volt, hogy a homoszexualitást és a heteroszexualitást ugyanazon a normák szerint ítélték meg.

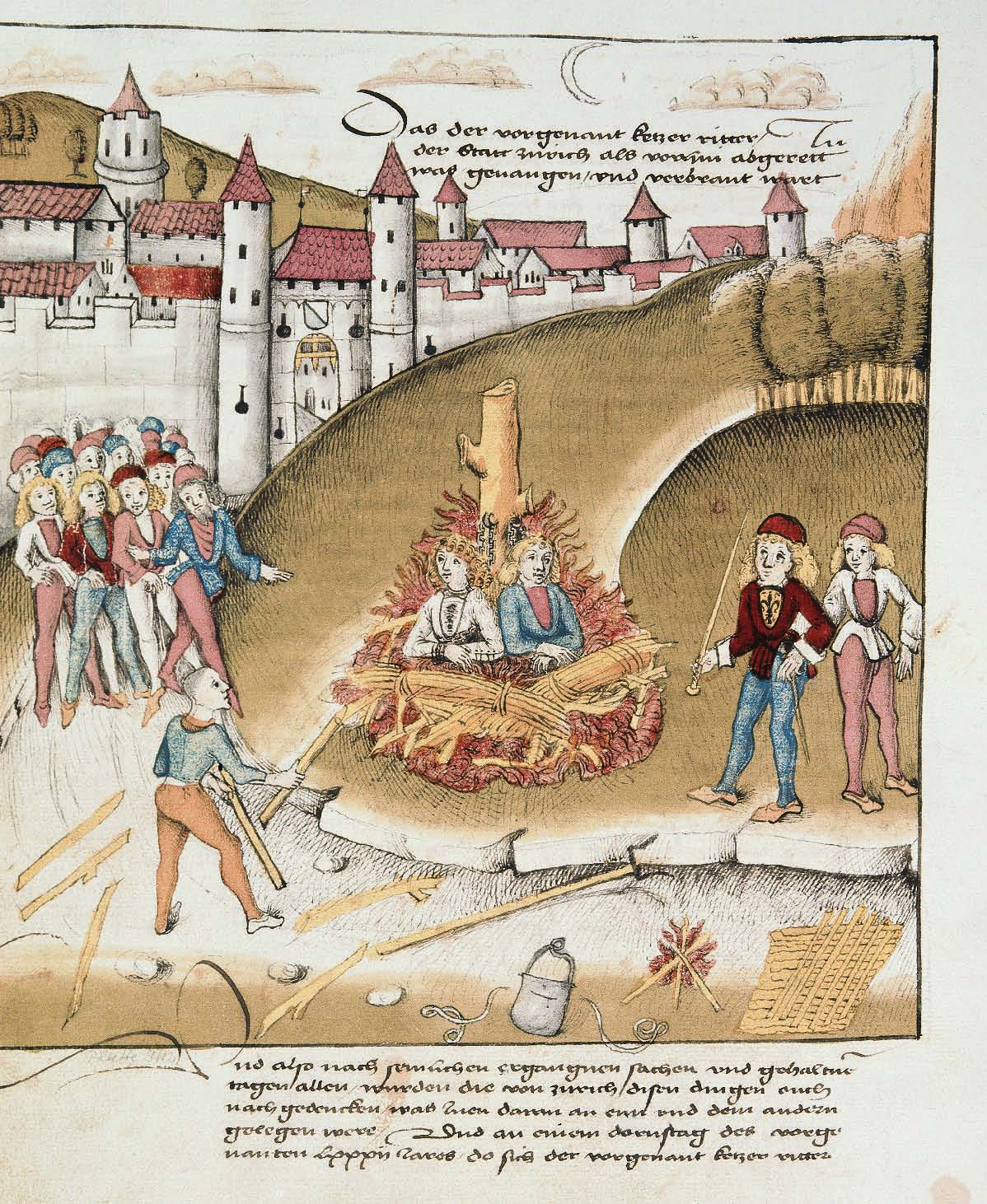
Két férfi, akiket szodómiával vádoltak és máglyahalálra ítéltek, Zürich 1482

A középkor végére a legtöbb katolikus egyházközösség és állam elfogadta és élt azzal a meggyőződéssel, hogy a szexuális magatartás a Természetjog szerint a szaporodásra irányult, eszerint az erre nem alkalmas szexuális cselekményeket, azaz orális- és anális szexet, valamint maszturbációt bűnösnek ítélte meg. A homoszexuális cselekedetek azonban kivételesen előkelő helyet foglaltak el a természetjog elleni bűncselekmények között. A legtöbb polgári jogi kódex büntette ezeket, és „természetellenes cselekményeknek” bélyegezte, különösen azokban a régiókban, melyeket erősen befolyásoltak az egyház tanításai.
A tizenharmadik században, például Franciaországban, a férfiak közötti homoszexuális magatartást az első alkalommal kasztrációval, a másodjára rajta kapottakat végtag levágással büntették, míg a harmadik alkalommal elítélteket máglyán égették el. A leszbikus cselekedetekért az első két alkalommal meghatározott testrészek levágása volt kiszabható a harmadik alkalommal pedig őket is máglyahalálra ítélhették. A tizennegyedik század közepén Olaszország számos városában megjelentek a homoszexualitást büntető polgári törvények. Ha valakiről megállapították, hogy szodómiát követett el, a város kormánya jogosult volt az elkövető vagyonának elkobzására.
A homoszexualitás művészetekben való ábrázolása a késő középkorban, a tizenkettedik század reneszánsztól kezdve vált gyakoribbá, amikor a latin és a görög hatások újjáéledtek Európában. A romantikus szerelem római ábrázolásának hatására az „újlatin” költők ismét pozitív fényben ábrázolták a férfiak szerelmét, elkerülve ugyanakkor a homoszexualitás explicit említését, ami még mindig tabu témának számított.

## Leszbikusság

### Háttér
A középkorban a szexualitás férfiközpontú volt, és arra az elképzelésre alapult, hogy a kielégítő szexuális tevékenységekhez egy férfi péniszére van szükség. A középkori leszbikusság figyelmen kívül hagyása szintén e meggyőződésből eredhetett, ugyanis addig, amíg nem használtak dildót vagy más pénisz alakú tárgyat a leszbikus kapcsolatokban, a kapcsolat nem is volt tekinthető teljesen szexuálisnak. A középkori Európában a homoszexualitásról folytatott párbeszéd nagy része a férfiak azonos nemű viszonyai körül forgott, a leszbikusságról kevés szó esett és máig kevés tanulmány foglalkozik a témával.

### Vallási megítélés
A középkori Európában a leszbikussággal foglalkozó írások nagy része vallási szövegekből származik. A legkorábbi szöveg, amelyben megjelenik az egyház elítélő hozzáállása, az Pál levele a rómaiakhoz. Levelében kijelentette: "Ezért Isten gyalázatos szenvedélyeknek szolgáltatta ki őket. Mint ahogy asszonyaik felcserélték a természetes érintkezést a természetellenessel, ugyanúgy a férfiak is elhagyták a női nemmel való természetes érintkezést, és egymás iránt gerjedtek fel kívánságukban; férfiak férfiakkal fajtalankodtak, de el is veszik tévelygésük méltó jutalmát önmagukban."
Míg Pál nem nevezi meg kifejezetten a nők közötti leszbikus kapcsolatokat, azt állítja, hogy ez egy szentségtelen választás, és hogy azok a nők, akik ezeket a "természetellenes" cselekedeteket elkövetik, büntetést érdemelnek, feltehetően Isten akaratának megfelelően. Ez a leszbikusság egyik legkorábbi leírása, mely részletezi, hogy a korai egyházi vezetők hogyan ítélték meg ezeket a "természetellenes" kapcsolatokat. Az egyház hozzáállása a leszbikussághoz a Bűnbánatok gyakoriságának emelkedésében is megfigyelhető volt. A bűnbánatokat, mint előírásokat használták a vallási vezetők a szélesebb közösséggel kapcsolatos kérdések kezelésében. Bár a leszbikusság ritkán jelent meg a penitenciákban, elfogadott nézet volt, hogy az kisebb bűnnek minősül, mint a férfiak azonos neművel ápolt viszonyai.

### Orvoslás és tudomány
A középkori Európában két orvosi jelenséget hoztak kapcsolatba a leszbikussággal. Az egyik ilyen jelenség, amikor egy nő méhében a magja felhalmozódott, majd a közösülés hiányában ez a méh fulladását okozta. Ennek a "fulladásnak" a gyógyításához a szülésznő, forró tárgyakat helyezett a nő testére, és elérte, hogy annak orgazmusa legyen. Így segítette a férfi magjának megtartásában. A vallási vezetők erkölcsileg elítélendőnek tartották a gondolatot, hogy egy nő egy másik nőt orgazmushoz juttasson, és a tizenharmadik században a házasságot szorgalmazták inkább a probléma megoldására, nem a manuális stimulációt. A második betegség a méh ragadiája volt, aminek során húsos daganatok keletkeztek a közösülés vagy a szülés következtében, amely növekmények néha a hüvely külső részén láthatóak voltak. Ezek a daganatok külsejükben hasonlíthattak péniszekre, ezért úgy gondolták, hogy ezek a nők képesek lehetnek heteroszexuális szexre más nőkkel, ehhez ugyanis péniszre van szükség.

### Világi törvények
A középkori Európában a leszbikusságot büntető törvények nem voltak olyan elterjedtek, mint a férfi homoszexualitásra vonatkozóak. Noha a leszbikusság megítélése nem volt olyan súlyos, így is fenyegetést jelentett a férfi központú társadalmi rendre. 
A tizenharmadik században a leszbikusságot a szodómiához hasonlították, ezért hasonlóan büntették azt. A világi bíróságok azonban általában nem tárgyaltak leszbikus ügyeket, főleg mert alig léteztek azt büntető törvények. 

### Művészet
Egyetlen szerelmi vers létezik, amit Bieiris de Romans írt, egy Mária nevű nőnek címezve, amelyet több tudós is kifejezetten homoszexuális női szerelem kifejezéseként ítélt meg. A kérdést azonban erősen vitatják a kutatók, mivel versén kívül semmi más nem ismert Bieirisről (Beatrix). Egyes tudósok azt állítják, hogy költeményét egy férfi nevében írta, mások szerint pedig egyszerűen csak ez a versformátumot próbálgatta a költőnő. A vers nem említi a „csókot", egyszerűen csak dicséri Máriát, így nem egyértelmű, hogy a „szeretet”, amit Beatrice kifejezett, romantikus vagy platonikus volt-e. Mások azzal érvelnek, hogy a tény, hogy Beatrice úgy döntött, hogy egy olyan hagyományosan romantikus szerelem kifejezésére használt költői formátumot használ, azt kell, hogy jelentse, a versben romantikus érzelmeket kívánt kifejezni.

## Fordítás
- Ez a szócikk részben vagy egészben  a   Homosexuality in medieval Europe című angol Wikipédia-szócikk ezen változatának fordításán alapul.  Az eredeti cikk szerkesztőit annak laptörténete sorolja fel. Ez a jelzés csupán a megfogalmazás eredetét és a szerzői jogokat jelzi, nem szolgál a cikkben szereplő információk forrásmegjelöléseként.